# 1948 au Manitoba
Chronologie du Manitoba
- 1944
- 1945
- 1946
- 1947
- 1948
- 1949
- 1950
- 1951
- 1952

Cette page concerne des événements d'actualité qui se sont produits durant l'année 1948 dans la province canadienne du Manitoba.

## Politique
- Premier ministre : Stuart Garson puis Douglas Lloyd Campbell
- Chef de l'Opposition :
- Lieutenant-gouverneur : Roland Fairbairn McWilliams
- Législature :

## Événements
- Décembre 1948 : le sculpteur Leo Mol s'installe à Winnipeg.

## Naissances

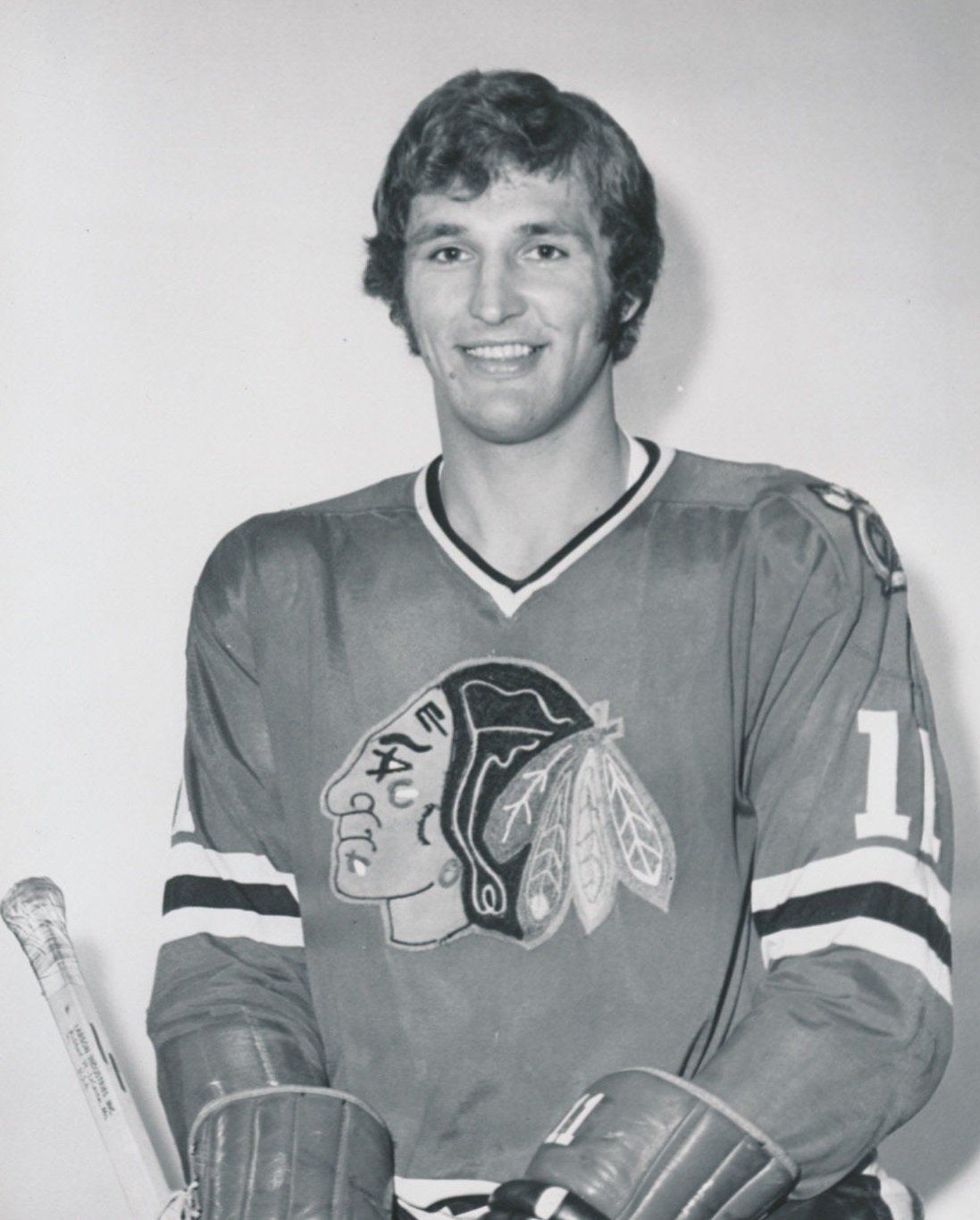
John Marks

- 16 février : Andy Van Hallemond (né à Winnipeg) est un arbitre canadien de hockey sur glace. Depuis 1999, il est membre du temple de la renommée du hockey. Il détient le record du plus d'année en arbitre en finale de la Coupe Stanley[1].

- 22 mars : John Marks (né à Winnipeg) est un joueur de hockey sur glace professionnel.

- 31 mars : Gary Doer (né à Winnipeg) est un homme politique. Il a été Premier ministre du Manitoba de 1999 à 2009 à la tête d'un gouvernement néo-démocrate avant d'être nommé ambassadeur du Canada aux États-Unis.

- 19 décembre : John Duncan (né à Winnipeg) est un homme politique canadien. Il a siégé à la Chambre des communes de 1993 à janvier 2006, et à nouveau depuis octobre 2008, pour le comté de Île de Vancouver-Nord. Le 6 août 2010, il est entré au Conseil des Ministres comme ministre des Affaires indiennes et du Nord canadien, interlocuteur fédéral auprès des Métis et des Indiens non inscrits, et ministre responsable de l'Agence canadienne de développement économique du Nord (CanNor).